# Muerte de Trayvon Martin
La noche del 26 de febrero de 2012, en Sanford (Florida, Estados Unidos), George Zimmerman mató de un disparo a Trayvon Martin, un estudiante de secundaria afroestadounidense de 17 años de edad. Zimmerman, un hispano afroamericano de 28 años, era el coordinador de vigilantes del barrio de su urbanización privada, donde Martin estaba visitando a sus familiares a la hora del tiroteo.
Zimmerman disparó en defensa propia a Martin, quien estaba desarmado, durante un altercado físico entre ambos. Zimmerman resultó herido durante el encuentro. El Departamento de Justicia de Estados Unidos revisó el incidente debido a potenciales violaciones a los derechos civiles, pero descartó formular acusación alguna, argumentando pruebas insuficientes.

## Antecedentes del tiroteo
The Retreat at Twin Lakes es una comunidad de casas residenciales de 260 unidades de Sanford (Florida). La población del lugar en el momento del tiroteo era alrededor del 49 % de blancos no hispanos, 23 % de hispanos (de cualquier país), 20 % con ascendencia africana y un 5 % de asiáticos, de acuerdo con las cifras del censo. Tanto George Zimmerman como la prometida del padre de Trayvon Martin alquilaban casas en la zona cuando se produjo el tiroteo. En el momento de los disparos, Martin estaba con la prometida de su padre en El Retiro.

## El tiroteo

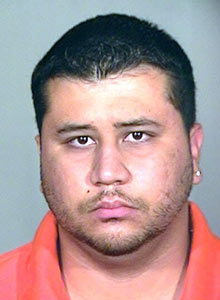
El acusado George Zimmerman, tras su detención.

La noche del 26 de febrero de 2012, Zimmerman vio a Martin cuando regresaba a la comunidad de viviendas Twin Lakes tras haber salido de una tienda cercana. En ese momento, Zimmerman estaba conduciendo por el barrio vigilando.
Aproximadamente a las 19:09, Zimmerman llamó al número de emergencias de la policía de Sanford para denunciar a una persona sospechosa en la comunidad de Twin Lakes. Zimmerman declaró: Hemos tenido algunos robos en el barrio y hay un tipo realmente sospechoso. Lo describió como un hombre desconocido que simplemente caminaba mirando a su alrededor bajo la lluvia, y dijo: El chico parece estar tramando algo malo o estar bajo la influencia de drogas o algo así. Zimmerman informó de que la persona tenía la mano en la cintura y de que caminaba observando las casas. En la grabación, se escucha a Zimmerman decir: "estos pendejos siempre se escapan".
En la llamada de una duración de dos minutos aproximadamente, Zimmerman comentó: Está corriendo. El telefonista preguntó: ¿Está corriendo? ¿Qué camino sigue? Los ruidos de la cinta en ese punto han sido interpretados por algunos medios de comunicación como el sonido de un golpe de la puerta del coche, lo que posiblemente indica que Zimmerman abrió la puerta del coche. Zimmerman siguió a Martin hasta que lo perdió de vista. El telefonista preguntó a Zimmerman si lo estaba siguiendo. Cuando Zimmerman contestó, Sí, dijo el telefonista: No necesita hacer eso. Zimmerman respondió: Está bien... Zimmerman pidió que la policía le llamase a su llegada para que pudiera proporcionar su ubicación. Zimmerman puso fin a la llamada a las 7:15 p. m.
Después de que Zimmerman terminase su llamada con la policía, hubo un encuentro violento entre Martin y él que terminó con un disparo mortal de Zimmerman a Martin a unos 60 metros de la puerta trasera de la casa donde Martin se alojaba.
Zimmerman fue arrestado mientras esperaba al lado del cuerpo de Martín. Zimmerman tenía heridas menores detrás de la cabeza y en la nariz. Su espalda estaba mojada y cubierta de pasto, lo que indicaba un forcejeo.
Zimmerman fue acusado por un fiscal de homicidio de segundo grado. En la legislación estadounidense, un homicidio de segundo grado se incurre al matar intencionalmente, pero sin premeditación. Al cabo de un juicio, un jurado compuesto de doce ciudadanos declaró a Zimmerman inocente de lo que se acusaba.

### Proyectos hermanos
- Wikinoticias tiene noticias relacionadas con Muerte de Trayvon Martin.
- Wikimedia Commons alberga una galería multimedia sobre Muerte de Trayvon Martin.

### Webs de defensa de Zimmerman
- George Equipo de defensa de Zimmerman. Archivado el 17 de mayo de 2014 en Wayback Machine.

### Otros sitios web oficiales de George Zimmerman
- Official Web de George Zimmerman de la NBC.

### Noticias y comentarios
- Página de Facebook del Justicia para Trayvon.
- Noticias y comentarios de Trayvon Martin en Orlando Sentinel.
- Noticias y comentarios de Trayvon Martin en Miami Herald.

### Tutoriales y gráficos de acontecimientos que condujeron al tiroteo
- Mapa de la versión de los hechos por Wagist.com
- Trayvon Martin: Un paseo a través de la escena.
- Versión de los hechos de la muerte de Trayvon Martin
- Escena del crimen por BCCList.com

### Otros
- Exclusiva: George Zimmerman rompe su silencio.
- El caso con George Zimmerman.
- Declaración del presidente Barack Obama sobre el caso.

- Datos: Q913747
- Multimedia: Shooting of Trayvon Martin / Q913747